# الخرماء
الخرماء قرية من قرى وادي الصفراء، تقع غرب المدينة المنورة تتبع إداريا لمحافظة بدر في السعودية.

## التاريخ
خيف من خيوف وادي الصفراء يقع جنوب غرب الحمراء.
قال السمهودي«الخرماء: تأنيث الآخرم للمشقوق الشفة، عين بوادي الصفراء».